# Confederación Deportiva Autónoma de Guatemala
La Confederación Deportiva Autónoma de Guatemala (CDAG) es el organismo constitucional rector del deporte federado nacional. Actúa como órgano superior jerárquico dentro del orden nacional, en cuanto, a deporte federado se refiere por mandato constitucional. Tiene personalidad jurídica y patrimonio propio. Reúne a todas las federaciones y asociaciones deportivas del país.  Y está exonerada del pago de toda clase de impuestos al igual que lo están todos los órganos que la integran, se le asigna una parte del presupuesto dedicado al deporte. Además, debe tener una estrecha relación con el Comité Olímpico Guatemalteco.
El funcionamiento de dicho órgano deportivo está regulado únicamente por los artículos 91 y 92 de la Constitución, la Ley Nacional para el Desarrollo de la Cultura Física y del Deporte (Decreto n.º 76-97 del Congreso de la República), sus reglamentos y estatutos. 
Su domicilio es el departamento de Guatemala y su sede la ciudad capital. La Confederación Deportiva Autónoma de Guatemala es una entidad totalmente apolítica, descentralizada y no podrá permitirse en el seno de la misma ninguna discriminación por motivo de etnia, color, sexo, religión, filiación política o posición económica o social.

## Integración
Está integrada por el conjunto de Federaciones y Asociaciones Deportivas Nacionales organizadas y reconocidas conforme lo dispuesto por la ley. Únicamente se reconocerá una Federación o Asociación Deportiva Nacional cuando esté debidamente afiliada a su respectiva Federación Internacional, la que deberá ser miembro de la Asociación General de Federaciones Deportivas Internacionales. Actualmente se encuentra formada por las siguientes federaciones y asociaciones:

### Federaciones[2]
- Federación Nacional de Ajedrez de Guatemala.
- Federación Nacional de Andinismo de Guatemala.
- Federación Nacional de Atletismo de Guatemala.
- Federación Nacional de Bádminton de Guatemala.
- Federación Nacional de Baloncesto de Guatemala.
- Federación Nacional de Balonmano de Guatemala.
- Federación Nacional de Béisbol de Guatemala.
- Federación Nacional de Boliche de Guatemala.
- Federación Nacional de Boxeo de Guatemala.
- Federación Nacional de Ciclismo de Guatemala.
- Federación Nacional de Esgrima de Guatemala.
- Federación Nacional de Físicoculturismo de Guatemala.
- Federación Nacional de Fútbol de Guatemala.
- Federación Nacional de Gimnasia de Guatemala.
- Federación Nacional de Judo de Guatemala.
- Federación Nacional de Karate Do de Guatemala.
- Federación Nacional de Levantamiento de Pesas de Guatemala.
- Federación Nacional de Levantamiento de Potencia de Guatemala.
- Federación Nacional de Luchas de Guatemala.
- Federación Nacional de Motociclismo de Guatemala.
- Federación Nacional de Natación, Clavados, Nado Sincronizado, Polo Acuático de Guatemala.
- Federación Nacional de Patinaje sobre Ruedas de Guatemala.
- Federación Nacional de Remo y Canotaje de Guatemala.
- Federación Nacional de Taekwon Do de Guatemala.
- Federación Nacional de Tenis de Campo de Guatemala.
- Federación Nacional de Tenis de Mesa de Guatemala.
- Federación Nacional de Tiro Deportivo de Guatemala.
- Federación Nacional de Triatlón de Guatemala.
- Federación Nacional de Voleibol de Guatemala.

### Asociaciones[3]
- Asociación Nacional de Billar de Guatemala.
- Asociación Deportiva Nacional de Ecuestres de Guatemala.
- Asociación Deportiva Nacional de Golf de Guatemala.
- Asociación Deportiva Nacional de Hockey de Guatemala.
- Asociación Deportiva Nacional de Navegación a Vela de Guatemala.
- Asociación Deportiva Nacional de Paracaidismo de Guatemala.
- Asociación Deportiva Nacional de Pentatlón Moderno de Guatemala.
- Asociación Deportiva Nacional de Pesca Deportiva de Guatemala.
- Asociación Deportiva Nacional de Polo de Guatemala.
- Asociación Nacional de Raquetbol de Guatemala.
- Asociación Deportiva Nacional de Rugby de Guatemala.
- Asociación Deportiva Nacional de Softbol de Guatemala.
- Asociación Deportiva Nacional de Squash de Guatemala.
- Asociación Deportiva Nacional de Surf de Guatemala.
- Asociación Deportiva Nacional de Tiro con Arco de Guatemala.
- Asociación Deportiva Nacional de Tiro con Arma de Caza de Guatemala.
- Asociación Deportiva Nacional de Vuelo Libre de Guatemala.

## Definición
Se considera deporte federado aquel que se práctica bajo las normas y reglamentos avalados por la Federación Deportiva Internacional correspondiente y que, en el ámbito nacional se práctica bajo el control y la supervisión de la federación o asociación deportiva nacional de su respectivo deporte.

## Atribuciones
Las atribuciones que le confieren a respectiva ley a la Confederación Deportiva Autónoma de Guatemala son:
1. Participar y contribuir internacionalmente en la eficacia de las políticas emanadas del Consejo Nacional de Deporte, Educación Física y Recreación.
2. Autorizar y organizar la celebración de competencias internacionales en el país de la participación del deporte federado fuera del mismo, cuando no se trate de actividades, eventos o programas auspiciados y avalados por el Movimiento Olímpico.
3. Coordinar de acuerdo a las políticas emanadas del Consejo Nacional de Deporte, Educación Física y Recreación, con el deporte escolar y no federado para el desenvolvimiento y masificación de los mismos, coordinando los programas de competición para el uso de las instalaciones deportivas a efecto de que su utilización signifique el lógico aprovechamiento de la inversión pública en la obra de infraestructura.
4. Llevar estadísticas y registros actualizados de deportistas, equipos clubes, ligas, federaciones, asociaciones que contengan el historial completo del trabajo desarrollado por cada uno, con el fin de poder evaluar el potencial deportivo del país y obtener parámetros para su mejor y oportuna planificación.
5. Fiscalizar el normal y correcto funcionamiento de las federaciones deportivas nacionales, asociaciones deportivas nacionales, departamentales y municipales, tanto en lo administrativo como en lo económico y técnico deportivo.
6. Mantener relaciones con instituciones similares de otros países y afiliarse a las de carácter internacional que considere conveniente.
7. Velar porque el deporte se practique conforme las reglas internacionales adoptadas para cada modalidad.
8. Establecer dentro de su jurisdicción los objetivos y las metas para el deporte federado y coadyuvar en su realización.
9. Promover y mantener la investigación en las áreas técnicas y complementarias del deporte federado.
10. Organizar el desarrollo de los juegos municipales, departamentales, regionales y nacionales.

## Órganos
Los órganos de la Confederación Deportiva Autónoma de Guatemala son:

### Asamblea General
La Asamblea General de la Confederación Deportiva Autónoma de Guatemala es su órgano representativo y superior. Se integra por un delegado de cada una de las federaciones deportivas nacionales y un delegado por cada una de las asociaciones deportivas nacionales, quienes tendrán derecho a voz y voto. Los delegados de las federaciones y las asociaciones deportivas nacionales serán designados en la forma establecida por la Ley Nacional para el Desarrollo de la Cultura Física y del Deporte.

### Comité Ejecutivo
El Comité Ejecutivo de la Confederación Deportiva Autónoma de Guatemala, es el órgano ejecutivo de dicha dependencia, se integra con siete miembros que ocuparán los cargos siguientes:
- Presidente;
- Primer Vicepresidente;
- Segundo Vicepresidente;
- Vocal Primero;
- Vocal Segundo;
- Vocal Tercero;
- Vocal Cuarto.

El Comité Ejecutivo de la Confederación Deportiva Autónoma de Guatemala ejerce su representación legal por medio del Presidente, y en caso de ausencia temporal, por los Vicepresidentes, quienes ejecutan lo acordado por dicho Comité Ejecutivo. Los miembros del Comité ejecutivo de la Confederación Deportiva Autónoma de Guatemala son electos por la Asamblea General, desempeñando sus cargos en forma ad-honorem. En la Confederación todos los miembros del Comité Ejecutivo reciben dietas por participar en las diferentes reuniones y están amparadas en el artículo 78 de la Ley de Presupuesto. Son electos por un período improrrogable de cuatro años , con el voto de por lo menos la mitad más uno de los votos válidos emitidos por los miembros presentes en la Asamblea General. Cualquier miembro que haya cumplido como directivo del Comité Ejecutivo de la Confederación Deportiva Autónoma de Guatemala no podrá optar a ningún cargo de elección dentro del deporte federado, hasta transcurrido un período igual al tiempo que ocupó el cargo respectivo, contado a partir del cese o renuncia del cargo ejercido.

### Gerencia
Es el órgano que ejerce conjuntamente con el presidente de la Confederación Deportiva Autónoma de Guatemala la representación legal de dicha dependencia por delegación del Comité Ejecutivo de conformidad con lo establecido en la ley. Asimismo es el jefe del personal administrativo de la institución y elaborador de la memoria anual de labores realizadas.

### Comisión de Fiscalización Administrativo Contable
La Comisión de Fiscalización administrativo Contable es la encargada de ejercer la eficaz fiscalización y un control interno sobre el manejo administrativo y contable de la Confederación y de todas las entidades que la integran. La Comisión será electa en la primera Asamblea General ordinaria de la Confederación, que se realice durante el año calendario que corresponda y desempeñará sus funciones sin perjuicio de la Contraloría General de Cuentas.
Los integrantes de la Comisión de Fiscalización administrativo Contable duran en sus funciones dos años improrrogables y está integrada por tres miembros titulares que desempeñarán los cargos de Presidente, Vicepresidente y Secretario y tres suplentes. Dichos miembros deben escogerse entre profesionales del derecho, economía y auditores públicos. Ejercen sus funciones en forma ad-honorem.

### Tribunal de Honor
El Tribunal de Honor de la Confederación Deportiva Autónoma de Guatemala se constituye en la máxima instancia disciplinaria en el deporte federado en el ámbito de su competencia, ejerciendo su jurisdicción en las siguientes instancias:
I. Instancia de apelación definitiva.
II. Instancia de Conocimiento en Vía Directa.
Los miembros del Tribunal de Honor, son electos por la Asamblea General, desempeñan sus cargos en forma ad-honorem por cuatro años, sin que puedan desempeñar ningún otro cargo dentro de la organización deportiva, mientras duren en sus cargos, y no pueden ser reelectos. El Tribunal de Honor está integrado por:
- Un Presidente;
- Un Secretario;
- Tres Vocales Titulares;
- Un Vocal Suplente.

### Tribunal Electoral
El Tribunal Eleccionario del Deporte Federado, es la máxima autoridad en materia electoral dentro del deporte federado para la elección de los miembros del los Comités Ejecutivos, Tribunales de Honor y Comisiones Disciplinarias, teniendo a su cargo convocar y organizar los procesos eleccionarios, declarando el resultado y la validez de las elecciones o en su caso la nulidad parcial o total de las mismas.
El Tribunal Electoral del Deporte Federado, se integra por cuatro miembros titulares y dos suplentes. Los titulares son designados así: 
- Dos por la Junta Directiva del Colegio de Abogados y Notarios de Guatemala, que deberán ser Abogados y Notarios colegiados activos; y

- Dos por la Junta Directiva del Colegio de Profesionales de Ciencias Económicas, que deberán ser colegiados activos.

Los suplentes son designados, uno por cada una de las Asambleas Generales de la Confederación y del Comité Olímpico Guatemalteco. Tales miembros tienen la misma calidad de dirigentes del Deporte Federado y gozan de las mismas consideraciones. Corresponde a la Asamblea General de la Confederación o al Comité Olímpico Guatemalteco, según sea el caso, convocar a la integración de los miembros suplentes del Tribunal Electoral del Deporte Federado. En cuanto a los miembros titulares del Tribunal Electoral del Deporte Federado, es el propio Tribunal debidamente conformado el que procede a su propia convocatoria, luego de finalizado el período fijado por la ley correspondiente. El Tribunal Electoral se integra con los siguientes cargos:
- Presidente;
- Vicepresidente;
- Secretario; y,
- Un vocal.

Los cargos anteriores son asignados a cada titular, mediante elección entre ellos mismos, que se debe verificar en la primera sesión que lleven a cabo. El presidente tendrá doble voto en caso de empate. Los suplentes deberán concurrir a las sesiones del Tribunal Electoral del Deporte Federado por ausencia temporal de uno de los titulares o cuando sean convocados para el efecto, siempre que sea materia vinculada al sector que representa. En caso de ausencia definitiva de un titular, el Colegio respectivo deberá nombrar al sustituto. Los miembros del Tribunal Electoral del Deporte Federado durarán cuatro años en el ejercicio de sus cargos.